# Henning Rehbaum
Henning Rehbaum (* 10. September 1973 in Hiltrup) ist ein deutscher Politiker (CDU). Er ist seit 2021 Mitglied des Deutschen Bundestages. Zuvor war er von 2012 bis 2021 Abgeordneter im Landtag von Nordrhein-Westfalen. 

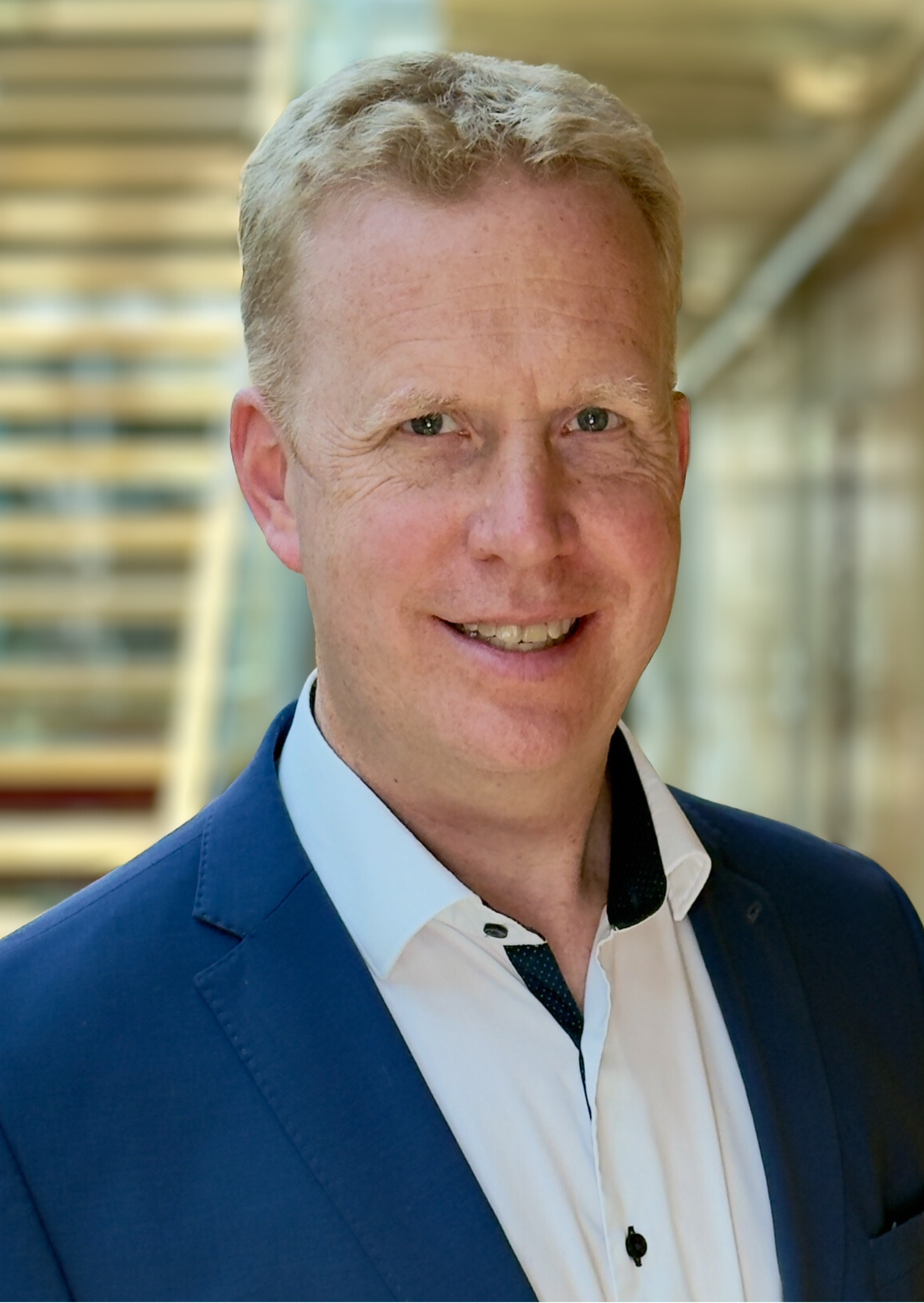
Henning Rehbaum

## Leben
Henning Rehbaum wuchs im Kreis Warendorf auf und legte 1993 sein Abitur am Gymnasium Wolbeck ab. Nach dem Grundwehrdienst begann er 1994 eine Ausbildung bei Claas, die er 1996 abschloss. Zwischen Februar und September desselben Jahres arbeitete er im Bereich Marketing und Verkaufsförderung bei Claas. Zum Wintersemester 1996 begann er ein Studium der Betriebswirtschaft an der Hochschule Heilbronn. Im Anschluss an das Studium übernahm er 2000 das elterliche Unternehmen Verkehrsbetriebe Bils. 2010 übergab er die Leitung des Betriebs, worauf eine Anstellung als Abteilungsleiter des Bereichs „Finanzen, Personal und Recht“ bei der Westfälischen Verkehrsgesellschaft folgte.

## Politik
Rehbaum trat 1998 in die CDU ein. Zwischen 2004 und 2009 war er Mitglied im Stadtrat von Sendenhorst. Er trat bei der Landtagswahl in Nordrhein-Westfalen 2012 als Direktkandidat der CDU im Wahlkreis 87 (Warendorf II) an. Dabei erhielt er 38,9 % der Erststimmen. Durch seinen Listenplatz 38 zog er nach der Landtagswahl 2012 in den Landtag Nordrhein-Westfalen ein. Bei der Landtagswahl in Nordrhein-Westfalen 2017 kandidierte er erneut im Landtagswahlkreis Warendorf II und erhielt 44,8 % der Stimmen und zog so als direkt gewählter Abgeordneter in den Landtag Nordrhein-Westfalen ein. Von 2017 bis 2021 war er Sprecher der CDU-Landtagsfraktion im Ausschuss für Wirtschaft, Energie und Landesplanung. Zudem war er neben dem Ausschuss für Wirtschaft, Energie und Landesplanung Mitglied im Verkehrsausschuss. Stellvertretendes Mitglied war er im Ausschuss für Familie, Kinder und Jugend sowie für Europa und Internationales wie auch im Ältestenrat. Am 2. März 2023 stellte er in der Bundestagsdebatte zum 25. Jahrestag der Europäischen Charta der Regional- oder Minderheitensprachen die erste Zwischenfrage im Bundestag in münsterländischem Niederdeutsch.
Henning Rehbaum trat bei der Bundestagswahl 2021 als Direktkandidat der CDU im Wahlkreis 130 (Warendorf) an, wobei er mit 36,3 % das Rennen um das Direktmandat gewann. Somit bestreitet er die Nachfolge von Reinhold Sendker, der seit 2009 stets über das Direktmandat in den Bundestag einziehen konnte. Im Zuge seiner Wahl in den Deutschen Bundestag legte er sein Landtagsmandat nieder. Für ihn rückte Ulla Thönnissen in den Landtag nach. Bei der Bundestagswahl 2025 kandidierte er erneut als Direktkandidat der CDU im Wahlkreis 129 (Warendorf). Diesen gewann er mit 41,7 % der Erststimmen. In einer Sitzung des Verkehrsausschusses am 25. Juni 2025 wurde Rehbaum zum stellvertretenden Vorsitzenden des Verkehrsausschusses gewählt.

## Mitgliedschaften
Henning Rehbaum ist Mitglied der überparteilichen Europa-Union Deutschland, die sich für ein föderales Europa und den europäischen Einigungsprozess einsetzt.